# Power pop
Il power pop, chiamato anche power rock, è un sottogenere della musica rock e una forma di pop rock basato sulla vecchia musica di band come the Who, the Beatles, the Beach Boys e the Byrds. In genere incorpora ritornelli melodici, armonie vocali, un'esibizione energica e musica dal suono allegro sostenuta da un senso di desiderio, disperazione o auto-potenziamento. Il suono è principalmente radicato nelle tradizioni pop e rock della prima metà degli anni '60, anche se alcuni artisti abbiano occasionalmente attinto a stili successivi come il punk rock, la new wave, il glam rock, il pub rock, il college rock e la neo-psichedelia (bklf).
Nato negli anni '60, il power pop si è sviluppato principalmente tra i musicisti americani diventati maggiorenni durante la British Invasion. Molti di questi giovani musicisti desideravano mantenere l '"innocenza adolescenziale" del pop e si ribellarono alle nuove forme di musica rock ritenute pretenziose e inaccessibili. Il termine fu coniato nel 1967 dal chitarrista e cantautore degli Who Pete Townshend per descrivere lo stile musicale della sua band. Tuttavia, il power pop divenne più ampiamente identificato con gli artisti successivi degli anni '70 che facevano una musica "di maniera" in stile Beatles.
Le pubblicazioni dei primi anni '70 di Badfinger, dei Raspberries e Todd Rundgren sono talvolta citate per aver consolidato il suono power pop in un genere riconoscibile. Il power pop raggiunse il suo apice commerciale durante l'ascesa del punk e della new wave alla fine degli anni '70, con Cheap Trick, the Knack, the Romantics, Nick Lowe, Dave Edmunds e Dwight Twilley tra quelli che godettero di maggior successo. Dopo una reazione popolare e critica al più grande successo del genere, "My Sharona" (The Knack, 1979), le case discografiche generalmente smisero di ingaggiare gruppi power pop e la maggior parte delle band degli anni '70 si sciolsero all'inizio degli anni '80.
Nei decenni successivi, il power pop continuò con un modesto successo commerciale, pur rimanendo anche un frequente oggetto di derisione tra alcuni critici e musicisti. Gli anni '90 videro una nuova ondata di band alternative attratte dagli artisti degli anni '60 a causa della musica degli anni '80 con queste influenze. Anche se non hanno avuto il successo dei loro predecessori, Jellyfish, the Posies, Redd Kross, Teenage Fanclub e Material Issue sono stati i favoriti della critica e divennero dei cult. A metà degli anni '90, un genere derivato che combinava armonie in stile power pop con punk rock uptempo, soprannominato "pop-punk", raggiunse una popolarità da mainstream.

## Storia

### Le origini del genere
Il power pop è il punto di incontro tra l'hard rock dei Who e le melodie dei Beatles e dei Beach Boys, spesso con l'introduzione di chitarre squillanti tipiche dei Byrds. Il termine power pop venne utilizzato per la prima volta nel 1967 da Pete Townshend, chitarrista dei Who, per definire la musica del proprio gruppo, che è spesso citato come un predecessore del genere insieme ad altri gruppi come The Beatles, The Byrds, The Beach Boys, The Hollies, The Zombies o The Easybeats.
I Who, ispirati dal melodicismo dei Beatles e dai potenti groove ritmici del R&B americano, pubblicarono diverse canzoni nella loro prima fase mod della carriera (1965-1966) - I Can't Explain, The Kids Are Alright, Substitute, I'm a Boy, Happy Jack, So Sad About Us, e nel 1967, Pictures of Lily - che possono essere considerati veri e propri precursori del power pop. Questi singoli vedono l'aggressività ritmica di Keith Moon e i distintivi power chord di Pete Townshend, uniti a forti melodie ed armonie euforiche.
I Beatles presero ispirazione dai singoli contemporanei dei Who e pubblicarono canzoni abrasive, ma molto melodiche, come Paperback Writer e Day Tripper nella metà degli anni '60. Tuttavia, quattro anni prima della coniazione del termine "power pop", i Beatles stavano già registrando delle hit influenti che sarebbero poi state retroattivamente classificate come tali, tra cui From Me to You, She Loves You, I Want to Hold Your Hand, e Can't Buy Me Love.

### Primi anni 70: i gruppi fondamentali
Si ritiene che il power-pop emerse durante la prima metà degli anni settanta con il disco di debutto dei Badfinger, dove la band reinterpretò il sound dei primi Beatles e delle prime produzioni di Paul McCartney. Anche se non ha ottenuto un alto impatto commerciale, è stato un elemento chiave per lo sviluppo del genere.
I Raspberries furono il primo gruppo ad essere classificato sotto il genere power pop dalla rivista Rolling Stone. La loro musica, che ottenne un grande successo negli Stati Uniti, combinava il suono dei gruppi degli anni sessanta con forti chitarre elettriche.
Un altro gruppo essenziale furono i Big Star, che si ispirarono alla freschezza delle migliori band pop del decennio precedente diventando un gruppo di culto, che influenzò molte band che seguirono. Altri importanti artisti durante questo periodo sono stati Todd Rundgren, Blue Ash, The Records o Dwight Twilley.

### Il successo commerciale
Benché diverse band dei primi anni settanta - tra cui appunto Raspberries, Big Star e Badfinger - avessero stabilito il sound tipico del power pop, il genere non si affermò definitivamente fino ai tardi anni del decennio. Gran parte di questi gruppi presero ispirazione dai the Raspberries (che furono l'unico gruppo power-pop della loro epoca a pubblicare delle hit), o basarono le proprie sonorità direttamente sui vecchi gruppi della corrente British invasion. Ciò che accomunava tutte queste band era la loro ammirazione per i classici singoli pop da tre minuti. Le band power-pop iniziarono ad emergere in contemporanea con il periodo di esplosione del punk rock (seconda metà dei settanta), così vennero notati assieme ai gruppi new wave grazie ai loro brani brevi e orecchiabili che trovarono affinità con il successivo Post-punk. Oltre alle band precedentemente citate, i Cheap Trick, the Knack, the Romantics, e Dwight Twilley ottennero il maggior successo con delle hit, ma Shoes, the Records, the Nerves, 20/20, The Motels, Beat, Yachts assieme a molti altri, divennero tra i favoriti tra gli appassionati.

### Anni 80: il declino e l'underground
Durante i primi anni ottanta, il power pop iniziò il suo declino, e molti degli esponenti del movimento annunciarono lo scioglimento. Tuttavia, negli ultimi anni del decennio, una nuova generazione di gruppi power pop iniziò a formarsi. Queste nuove band, principalmente influenzate dai Big Star, mescolarono i power pop tradizionale con la sensibilità e le sonorità dell'alternative rock; nel processo, gruppi come i Teenage Fanclub, Material Issue, e the Posies divennero tra i favoriti da pubblico e critica. Mentre queste band cominciarono ad ottenere visibilità nel circuito, molti dei primi gruppi power-pop iniziarono ad incidere nuovo materiale e diffonderlo tramite etichette indipendenti.

### Il power pop contemporaneo
Nei primi anni novanta, la serie di compilation chiamata Yellow Pills della Another Time raccoglieva sia materiale delle vecchie band riformate, sia di nuovi artisti che si presentarono in pieno stile classico. Durante la prima metà dei novanta, questo gruppo di band trovò un seguito all'interno di un pubblico dedicato negli Stati Uniti.
L'influenza del genere si può facilmente notare in moderni gruppi statunitensi come i The A-Sides e i Green Day.